# Hôtel Saint-Paul
L'hôtel Saint Paul (ou Hôtel d'Achey) est un hôtel particulier situé à Besançon dans le département du Doubs.
La façade sur rue et le versant de couverture qui la surmonte font l’objet d’une inscription au titre des monuments historiques depuis le 13 janvier 1938.

## Localisation
L'édifice est situé au 11 rue Battant dans le quartier du Battant de Besançon.

## Architecture
La salle à manger de l'hôtel avait une cheminée monumentale avec plaque en fonte armoriée datant du XVIIe siècle. 
Cette cheminée a été transférée au Palais Granvelle de Besançon et fait l’objet d’une inscription au titre des monuments historiques depuis le 26 janvier 1928.